# أسرة سلطان بن عبد العزيز آل سعود
الأمير سلطان بن عبد العزيز آل سعود هو الإبن الخامس عشر من أبناء الملك عبد العزيز آل سعود ووالدته هي الأميرة حصة بنت أحمد بن محمد السديري، أنجب الأمير سلطان بن عبد العزيز آل سعود 33 إبناً، منهم 17 ذكرًا، و16 بنت. وتزوج 55 مرة، منها 6 مرات من آل سعود .
فيما يلي قائمة بزوجات الأمير سلطان بن عبد العزيز آل سعود وأبناؤه .

## زوجاته
| الزوجة | أبناؤه منها |
| --- | --- |
| الأميرة منيرة بنت عبد العزيز بن مساعد بن جلوي آل سعود (الملقبة بالشاعرة نجدية) توفيت يوم الأربعاء 24/9/1432هـ في أحد مستشفيات العاصمة الفرنسية باريس، عن عمر يناهز الثمانين عاماً، إثر مرض عانت منه. وصلي عليها بعد صلاة عصر يوم الجمعة الموافق 26/9/1432هـ بجامع الإمام تركي بن عبد الله بمدينة الرياض.                                                                                           | الأمير خالد، الأمير فهد، الأمير تركي، الأمير فيصل، الأميرة نوف، الأميرة جواهر، الأميرة البندري (مواليد 1948 م)، الأميرة لولوة، والأميرة لطيفة                                                    |
| الأميرة موضي بنت سعود الكبير (مطلقة) | - |
| الأميرة الخيزرانة (مطلقة، توفيت في 7 أكتوبر 2019) | الأمير بندر |
| الأميرة هدى بنت الشيخ عبد الله بن محمد عبد الرحمن بن إسحاق آل الشيخ (ولد عام 1351 هجرية )؛ نائب المشرف العام على مجمع خادم الحرمين الشريفين لطباعة المصحف الشريف بالمدينة المنورة. توفي في الولايات المتحدة يوم السبت 12 ذي القعدة 1430هـ - 31 أكتوبر 2009م، عن عمر يناهز 79 عاماً، ووصل جثمانه مساء الثلاثاء 15 ذي القعدة 1430هـ إلى الرياض وصلي عليه عصر الأربعاء في جامع الملك خالد بأم الحمام. | الأمير نايف (مواليد 1979 م)، الأمير بدر (مواليد 1980 م)، الأمير سعود، الأمير نواف، الأمير منصور، الأميرة العنود، والأمير عبد الله                                                                |
| الأميرة منيرة بنت مشعل بن سعود الرشيد (متوفاة) | الأميرة نورة (مواليد 1948 م)، والأميرة منيرة |
| الأميرة ليلى بنت محمد بن سعود الثنيان آل سعود (مطلقة) | الأميرة عتاب، الأميرة ريما، والأميرة سارة |
| الأميرة صيتة بنت جويعد الدامر العجمي (مطلقة) | الأمير سلمان |
| الأميرة البندري بنت صنت بن بنين الذيابي العتيبي (مطلقة) | الأمير أحمد |
| الأميرة حصة بنت محمد بن عبد العزيز بن تركي آل سعود (مطلقة) | الأميرة دعد |
| الأميرة جواهر بنت محمد بن سعود بن ناصر الفرحان آل سعود (مطلقة) | الأميرة ديما |
| الأميرة نوال الكحيمي (مطلقة) | الأميرة عبير |
| الأميرة موضي بنت سلمان بن غصاب بن هتيمي المنديل الخالدي (مطلقة) | الأمير مشعل، والأميرة مشاعل |
| الأميرة عبير بنت فهد بن فيصل الفرحان آل سعود (مطلقة) | الأمير فواز |
| الأميرة أريج بنت سالم ال جفران المري | الأمير عبد الإله بن سلطان (متزوج من كريمة الأمير فهد بن بدر بن عبد العزيز آل سعود وأقيم الحفل في قصر الأمير سلطان بن عبد العزيز آل سعود يوم الثلاثاء 28 يناير 2020، والأمير عبد المجيد بن سلطان. |
| الأميرة الجازي بنت محمد بن فهد الشبيكي (مطلقة) | |
| الأميرة غدير بنت شعوان العتيبي (مطلقة) | |
| الأميرة مها بنت عبد الله البنيان (مطلقة) | |
| الأميرة العيوف بنت الشيخ مطلق بن عقيل بن عايش؛ أحد شيوخ عشيرة التومان من قبيلة شمر. (مطلقة) | |
| الأميرة حصة بنت الشيخ ماجد بن وليد بن فهيد بن فارس آل شويه السبيعي؛ أمراء العرينات من سبيع. (مطلقة)(متوفاة) | |
| الأميرة دينا بنت عبد الحميد الصحاف (مطلقة) | |
| الأميرة مشاعل بنت الشيخ ممدوح بن سليمان آل علي؛ من الجعفر من عبده من قبيلة شمر حكام حائل وشيوخ شمر ، (مطلقة) | |
| الأميرة نورة بنت الشيخ مقرن بن عبد الله العودة (مطلقة) | |
| الأميرة لينا بنت عمر البسام (مطلقة) | |
| الأميرة تينا بنت الشيخ سعود بن علوش بن سفاح بن لامي الجبلي المطيري أمراء الجبلان من مطير (مطلقة) | |

الأميرة نوره بنت فيحان بن صالح الملافخ (مطلقه)

## أبناؤه
- الأمير خالد بن سلطان.
- الأمير بندر بن سلطان.
- الأمير فهد بن سلطان.له من البنات الأميرة سارة.
- الأمير تركي بن سلطان.
- الأمير فيصل بن سلطان. وله من الأبناء الأمير محمد (متزوج من كريمة صاحب السمو الملكي الأمير عبد العزيز بن عبد الله بن سعود بن عبد العزيز آل سعود).[13]
- الأمير سلمان بن سلطان.
- الأمير نايف بن سلطان. متزوج من الأميرة جواهر بنت سعود بن نايف بن عبد العزيز آل سعود وله من البنات الأميرة نوف، الأميرة علياء، والأميرة لولوة.
- الأمير بدر بن سلطان (عين أميرًا لمنطقة الجوف سابقاً بمرتبة وزير يوم الإثنين 2018/02/26 ثم  نائب لأمير منطقة مكة المكرمة حتى تم إعفاءه منها وذلك في نهاية عام 2023).[14] متزوج من الأميرة لطيفة بنت أحمد بن عبد العزيز آل سعود[15] وله من الأبناء الأميرة الجوهرة، الأمير خالد، والأميرة هيا
- الأمير سعود بن سلطان. متزوج من الأميرة مشاعل بنت نايف بن عبد العزيز آل سعود وله من الأبناء الأميرة لولوة، والأمير فيصل، والأمير نايف.
- الأمير نواف بن سلطان. متزوج من الأميرة الهنوف بنت عبد الله بن عبد العزيز آل سعود وله من الأبناء الأمير خالد، الأمير عبد الله، الأميرة العنود، الأميرة سارة، والأميرة فهدة.
- الأمير أحمد بن سلطان (ملقب بـسهم)متزوج من الأميرة حصة بنت فيصل بن عبدالله بن عبدالعزيز آل سعود في 1446/10/7هـ
- الأمير منصور بن سلطان. متزوج من الأميرة مها بنت مشعل بن عبد العزيز آل سعود وله من البنات الأميرة لولوة.
- الأمير عبد الله بن سلطان. متزوج من الأميرة ريم بنت عبد المحسن بن عبد الملك آل الشيخ وله من الأبناء الأمير سلطان، والأميرة بسمة، والأميرة نورة.
- الأمير مشعل بن سلطان. متزوج من الأميرة نورة بنت فهد بن تركي الثاني بن عبد العزيز آل سعود وله من الأبناء الأميرة موضي، الأمير سلطان، والأميرة نوف.
- الأمير فواز بن سلطان. متزوج من الأميرة عبير بنت خالد بن فيصل بن تركي آل سعود - حفيدة الأميرة لولوة بنت عبد العزيز آل سعود - وله من البنات الأميرة ريما، والأميرة لولوة.
- الأمير عبد الإله بن سلطان. متزوج من الأميرة نورة بنت فهد بن بدر بن عبد العزيز آل سعود.وله من الأبناء الأمير سلطان، والأميرة أريج.
- الأمير عبد المجيد بن سلطان.

## بناته
- الأميرة نوف بنت سلطان.
- الأميرة جواهر بنت سلطان. (متزوجة من الأمير فيصل بن عبد الله بن محمد بن عبد الرحمن آل سعود).
- الأميرة البندري بنت سلطان. (متزوجة من الأمير خالد بن فيصل بن سعد الأول بن عبد الرحمن آل سعود).
- الأميرة لولوة بنت سلطان. (متزوجة من الأمير خالد بن سعد بن فهد بن سعد الأول عبد الرحمن آل سعود).
- الأميرة لطيفة بنت سلطان. (متزوجة من الأمير فيصل بن مشعل بن عبد العزيز آل سعود).
- الأميرة منيرة بنت سلطان (متوفية عن عمر يناهز التاسعة والخمسين عاماً). (متزوجة من الأمير فيصل بن فهد بن عبد العزيز آل سعود).
- الأميرة نورة بنت سلطان.[16] (متزوجة من الأمير تركي بن ناصر بن عبد العزيز آل سعود).
- الأميرة عتاب بنت سلطان. (متزوجة من الأمير فيصل بن سعود بن محمد بن عبد العزيز بن سعود آل سعود).
- الأميرة ريما بنت سلطان. (متزوجة من الأمير محمد بن نايف بن عبد العزيز آل سعود).
- الأميرة سارة بنت سلطان. (متزوجة من الأمير فهد بن محمد بن سعود الكبير).
- الأميرة دعد بنت سلطان. (مطلقة من الأمير سطام بن خالد بن ناصر بن عبد العزيز آل سعود).
- الأميرة عبير بنت سلطان. (مطلقة من الأمير بندر بن ناصر بن عبد العزيز آل سعود).
- الأميرة ديما بنت سلطان. (متزوجة من الأمير فهد بن سعد بن فهد بن محمد بن عبد العزيز آل سعود).
- الأميرة العنود بنت سلطان. (متزوجة من الأمير نواف بن نايف بن عبد العزيز آل سعود).
- الأميرة مشاعل بنت سلطان. (مطلقة من الأمير محمد بن سعود بن نايف بن عبد العزيز آل سعود[17]، ومتزوجة من الأمير عبد العزيز بن حسام بن سعود بن عبد العزيز آل سعود[18]).

## إخوته الأشقاء

### إخوانه الذكور الأشقاء
- الأمير سعد الأول بن عبد العزيز آل سعود (متوفى صغيراً).
- الملك فهد بن عبد العزيز آل سعود. (متوفى)
- الأمير عبد الرحمن بن عبد العزيز آل سعود. (متوفى)
- الأمير تركي الثاني بن عبد العزيز آل سعود. (متوفى)
- الأمير نايف بن عبد العزيز آل سعود. (متوفى)
- الملك سلمان بن عبد العزيز آل سعود.
- الأمير أحمد بن عبد العزيز آل سعود.

### إخوته الإناث الأشقاء
- الأميرة لولوة بنت عبد العزيز آل سعود. (متوفاه)
- الأميرة الجوهرة بنت عبد العزيز آل سعود. (متوفاه)
- الأميرة فلوة بنت عبد العزيز آل سعود. (متوفاه)
- الأميرة شعيع بنت عبد العزيز آل سعود. (متوفاه)
- الأميرة موضي بنت عبد العزيز آل سعود. (متوفاه)
- الأميرة لطيفة بنت عبد العزيز آل سعود. (متوفاه)
- الأميرة جواهر بنت عبد العزيز آل سعود. (متوفاه)